# Saint-Maclou
Saint-Maclou es una localidad y comuna francesa situada en la región de Alta Normandía, departamento de Eure, en el distrito de Bernay y cantón de Beuzeville.
También se la denomina Saint-Maclou-la-Campagne . 

## Demografía
| 307 | 276 | 295 | 416 | 458 | 463 |
| Para los censos de 1962 a 1999 la población legal corresponde a la población sin duplicidades (Fuente: INSEE [Consultar]) |     |     |     |     |     |

## Administración

### Entidades intercomunales
Saint-Maclou está integrada en la Communauté de communes du canton de Beuzeville . Además forma parte de diversos sindicatos intercomunales para la prestación de diversos servicios públicos:
- S.I.V.O.M de la Neuville .
- S.A.E.P de Beuzeville .
- Syndicat de gestion du CEG de Beuzeville .
- Syndicat de l'électricité et du gaz de l'Eure (SIEGE) .

### Riesgos
La prefectura del departamento de Eure incluye la comuna en la previsión de riesgos mayores  por:
- Presencia de cavidades subterráneas.
- Riesgos derivados del transporte de mercancías peligrosas.